# Płyta pilśniowa

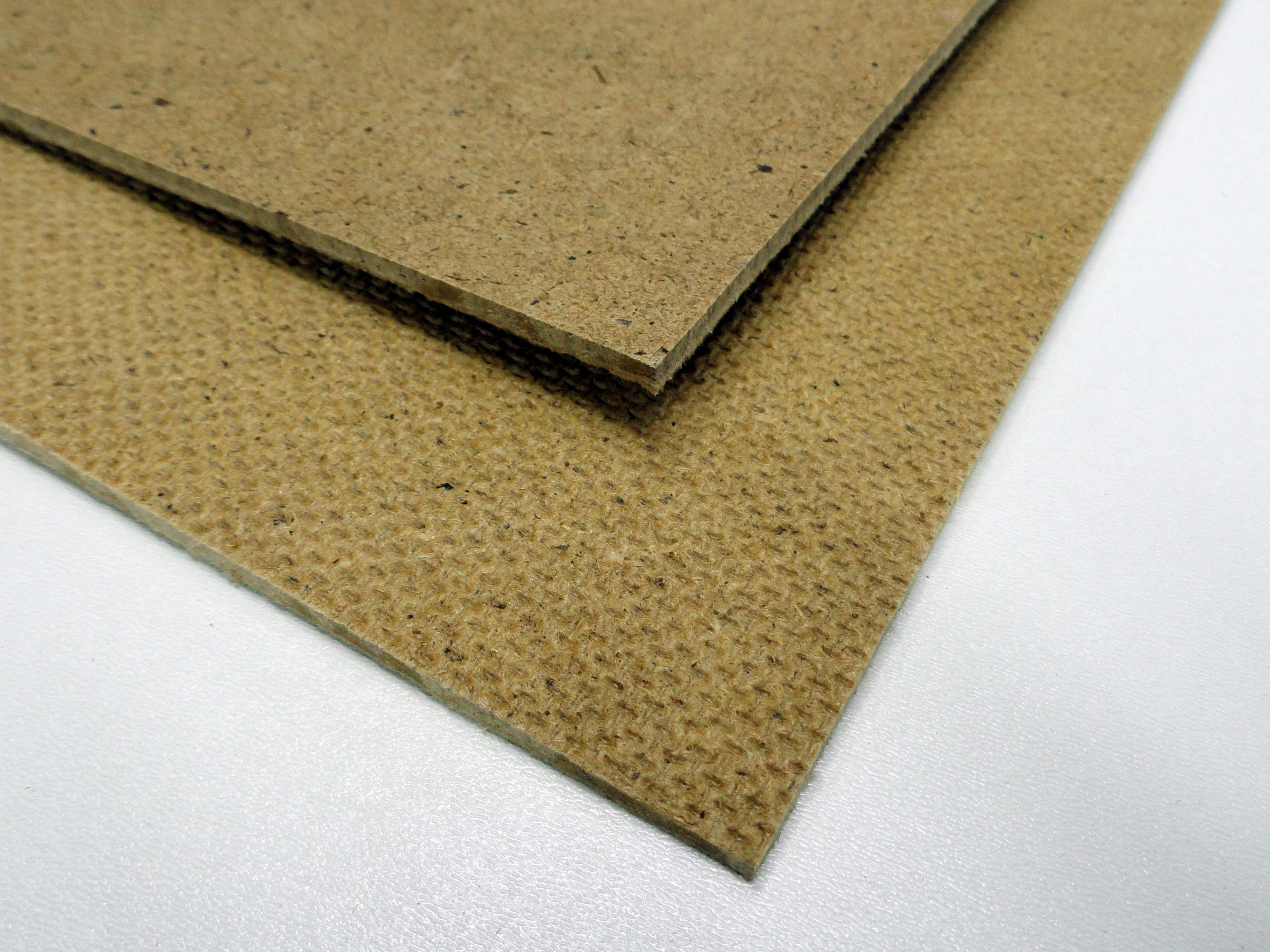
Płyta pilśniowa

Płyta pilśniowa – wyrób z drewna w postaci płyty wykonanej z rozwłóknionej tkanki drzewnej przez spilśnienie jej i uformowanie w odpowiedniej temperaturze i pod (normalnym lub zwiększonym) ciśnieniem. Naturalne właściwości adhezyjne zwiększa się przez dodanie kleju syntetycznego. Włókna ułożone są różnokierunkowo, co zapewnia płycie wyrównanie cech jakościowo-wytrzymałościowych niezależnie od kierunku działania obciążeń. Wskutek dużego nacisku i wysokiej temperatury prasowania struktura płyty jest silnie zwarta. Produkuje się je o różnych grubościach poczynając od 1,5 mm, zastosowanie znajdują głównie w meblarstwie i budownictwie.

## Surowiec
Surowcem do wyrobu płyt jest drewno w postaci odpadów drzewnych: odpady połuszczarskie, zrzyny tartaczne, przesortowana strużka – wiórki poeksploatacyjne. Stosuje się również cienkie żerdzie i drobnicę użytkową.
Na płyty pilśniowe używa się korowane drewno wszystkich gatunków: drewno białe – wierzba, topola, świerk o jasnych i czystych włóknach, dające płyty wyższej jakości i lepszym wyglądzie handlowym.

## Technologie wytwarzania
Wyróżnia się zasadniczo dwie technologie wytwarzania płyt: suchą i mokrą.
Metoda sucha:
1. otrzymanie zrębków;
2. rozwłóknianie (defibratory, dodaje się 1-1,5% parafiny lub środków hydrofobowych, czas przebywania zrębków w podgrzewaczu 3-6 min., ciśnienie 0,8-1 MPa temperatura 175-193 °C);
3. zaklejanie masy włókien;
4. suszenie włókien (w suszarkach dwustopniowych, suszenie prowadzi się do wilgotności 6-12%, temp. na wlocie ok. 300 °C na wylocie 90 °C);
5. magazynowanie masy;
6. formowanie kobierca;
7. prasowanie wstępne;
8. prasowanie właściwe;
9. chłodzenie płyt;
10. formatowanie płyt;
11. szlifowanie.

Metoda mokra:
1. składowanie surowca;
2. rozdrabnianie;
3. rozwłóknianie;
4. domielanie;
5. zaklejanie;
6. formatyzowanie i odwadnianie;
7. suszenie (P – płyty porowate), prasowanie (T – płyty twarde);
8. formatyzowanie (P), hartowanie (T);
9. składowanie (P), nawilżanie (T);
10. formatyzowanie (T);
11. składowanie (T).

## Podział płyt
Płyty ze względu na właściwości i przeznaczenie dzieli się na:
- Porowate – podczas klejenia, płyty poddane są tylko podwyższonej temperaturze (bez podniesionego ciśnienia), otrzymany materiał jest porowaty i miękki. Płyty używane są głównie do izolacji akustycznych i cieplnych, w miejscach nie narażonych na działanie wilgoci. Grubość płyt wynosi 9,5-25 mm.
- Twarde – podczas klejenia poddane są obróbce termicznej pod ciśnieniem. Używane są do robót stolarskich jako okładziny np. skrzydeł drzwiowych. Płyty te mają grubość od 2,4 do 6,4 mm.
- Bardzo twarde – proces produkcji przebiega analogicznie jak płyt twardych. Płyty dodatkowo nasączane są olejem lub żywicami albo mają wierzchnią warstwę pokrytą emalią. Przeznaczone są do robót stolarskich.

Dodatkowo powyższe rodzaje płyt mogą być:
- perforowane,
- lakierowane,
- laminowane,
- pokrywane ścierem.